# 올가 코르부트
올가 발렌티노브나 코르부트(러시아어: О́льга Валенти́новна Ко́рбут, 벨라루스어: Во́льга Валянці́наўна Ко́рбут 볼하 발랸치나우나 코르부트, 1955년 5월 16일 ~)는 벨라루스계 미국인 전 체조 선수로 소비에트 연방 대표로 1972년 하계 올림픽과 1976년 하계 올림픽에 참가하여 4개의 금메달과 2개의 은메달을 획득하였으며 "민스크의 참새", "뮌헨의 달링"으로 알려지기도 하였다.

## 어린 시절
소비에트 연방 벨라루스 소비에트 사회주의 공화국의 흐로드나에서 태어나 8세 때 체조 훈련을 시작한 코르부트는 11세에 코치 레날드 크니시가 우두머리인 벨라루스 스포츠 학교에 입학하였다. 거기서 옐레나 볼체츠카야가 코르부트의 첫 훈련자였으나 1년 후 크니시의 그룹으로 옮겼다. 크니시와 함께 코르부트는 평균대에서 뒤로 재주넘기를 배웠다. 그녀는 1969년 소비에트 연방에서 열린 경연 대회에서 이 종목을 데뷔하였다. 그해에 2단 평행봉에서 뒤로 공중재비를 잡기를 완료하였다. 이것은 처음이자 마지막으로 여성이 평행봉에서 뒤로 해제한 일이었다.
1969년 국내 선수권 대회에서 자신의 첫 경연의 5위를 하였다. 다음 해에 그녀는 도마에서 금메달을 획득하였다. 병과 부상으로 인하여 1972년 뮌헨 올림픽 이전의 많은 토너먼트에서 경연을 가지지 못하였다.

## 올림픽
1972년 하계 올림픽에서 그녀의 곡예들과 표정의 공개적 표명이 동구권의 선수들에게 진부하게 나타나면서 뮌헨 관중들의 마음을 사로잡았다. 거기서 코르부트는 평균대 경연에서 처음이자 마지막으로 뒤로 재주넘기를 보인 최초의 선수가 되었다. 또한 2단 평행봉과 평균대에서 매달린 채 뒤로 재주넘기를 처음으로 서기도 하였다. 그녀의 평행봉은 높은 레벨의 체조 선수들에게 더 이상 보이지 않았으나, 코르부트 넘기는 아직도 인기있는 편이다. 기술적 숙련들의 이 탁월은 예술적 공예에 스포츠의 전통적 중요성을 던져버렸다.
올림픽이 열리는 동안에 코르부트는 단체전에서 자신의 동력적 상연을 보인 후, 개인 종합전의 우승 후보들 중의 하나였다. 그러나 평행봉에서 오르기를 3번이나 놓치다가, 타이틀은 그녀의 동료 선수 류드밀라 투리셰바에게 가고 말았다. 그럼에 불구하고 코르부트는 평균대, 마루 운동과 단체전에서 3개의 금메달을 획득하였다. 스포츠 사상 처음보는 가장 논쟁적 완료들 중의 하나인 그녀는 2단 평행봉에서 은메달을 땄다.
2단 평행봉 과정의 첫 시도에서 개인 종합을 우승하는 데 그녀의 기회를 끝낸 것을 제외한 모든 실수들에 의하여 훼손되었다. 다음 날에 이번 기회가 성공적이었어도 종목 결승에서 똑같은 과정을 되풀이하였다. 점수판이 9.8점의 득점을 보인 후, 관중들은 그녀의 득점이 너무 낮음을 믿으면서 휘파람을 불고, 조롱하고, 발을 구르며 심사들을 향해 소리치기 시작하였다.
코르부트는 2단 평행봉과 평균대 과정들에 가장 유명한 편이다. 그녀의 올림픽 성취는 ABC의 스포츠의 넓은 세상 타이틀:올해의 선수 상을 획득하였다. 1973년에 그녀는 세계 학생 선수권 대회에서 개인 종합을 우승하였고, 유럽 선수권 대회에서는 2위를 하였다.
1976년 몬트리올 올림픽에서 소비에트 코치들과 임원들은 코르부트를 루마니아의 나디아 코마네치를 꺾을 수 있는 여성으로 지명하였으나, 그녀는 부상을 당하였고 경기에서 그녀의 상연들은 컨디션이 좋지 않았다. 그녀는 코마네치 뿐만 아니라, 동료 선수 넬리 킴에 의하여 흐려지고 말았다. 그녀는 단체전 2연승을 하고, 평균대 운동에서 개인적 은메달을 땄다.

## 은퇴와 올림픽 이후의 생애
1977년 그로드노 교육학 연구소를 졸업한 코르부트는 그 후 체조 선수 생활을 마감한 뒤 1988년에는 체조 선수로는 처음으로 국제 체조 명예의 전당에 헌액되었고 벨라루스의 인기 민요 밴드 페스니아리의 멤버 레오니트 보르트케비치(2000년 이혼)와 결혼하여 1991년 미국으로 이주하였으며 현재는 애리조나주 스코츠데일에 살고 있다.